# Ketse

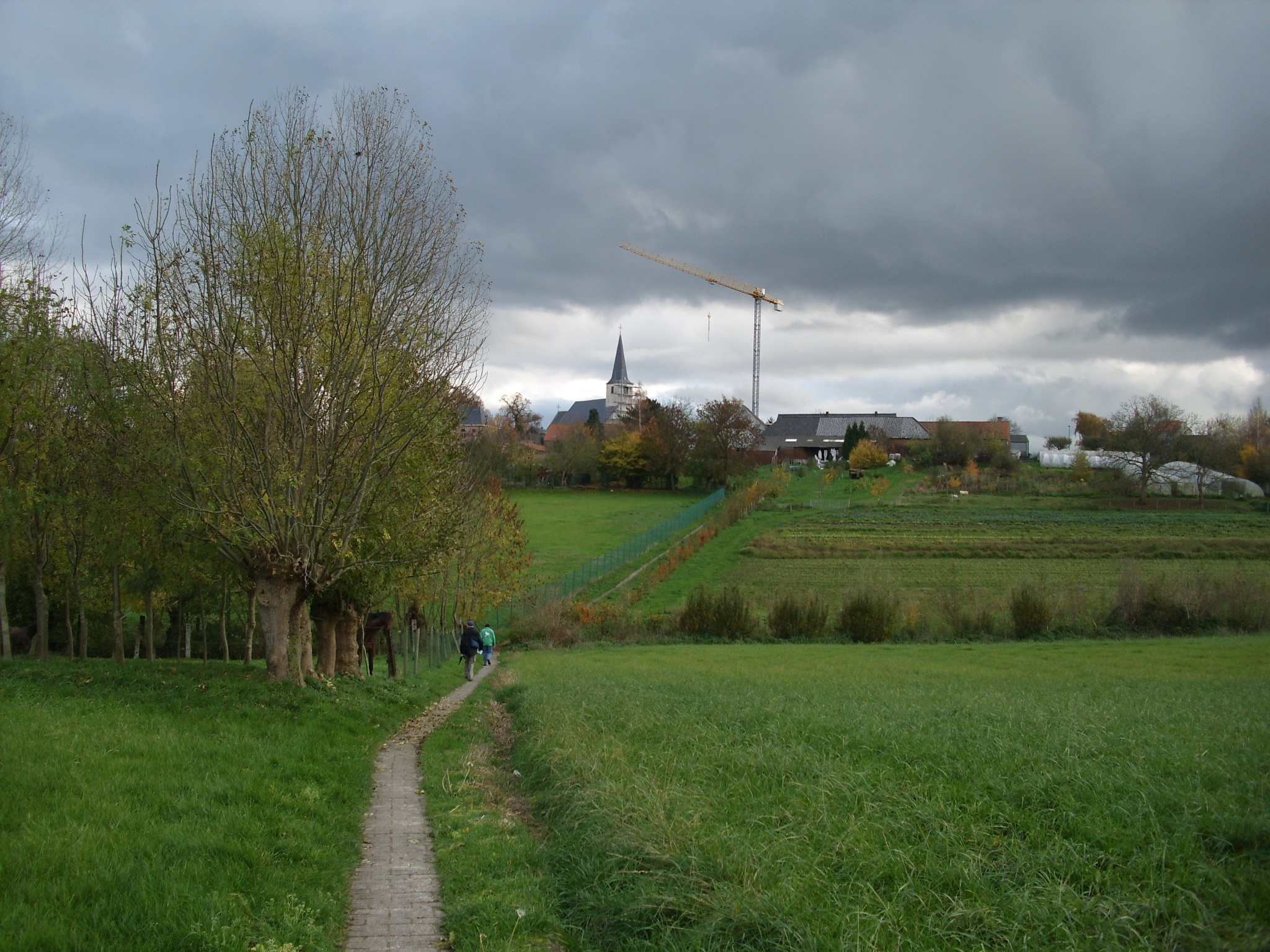
De Ketse nabij het laagste punt en beek. In de verte de kerk van Sint-Kornelis-Horebeke.

De Ketse is gezien zijn ligging en vorm een uniek wandelpad in de Belgische gemeente Horebeke.

## Twee dorpen
Deze kerkwegel verbindt er de beide deelgemeenten: de Dorpsstraat met de Onze-Lieve-Vrouw Hemelvaart-kerk in Sint-Maria-Horebeke én de Ommegangstraat met de Sint-Cornelius-kerk in Sint-Kornelis-Horebeke en is iets minder dan 1 km lang.
De landwegel is gelegen tussen velden en weiden, telkens oplopend naar de beide dorpen. Het weggetje is bijna rechtlijnig, enkele flauwe asverschuivingen niet te na gesproken. Op het laagste punt in de vallei wordt het pad gekruist door de Krombeek. In de Ketse zelf staat één woning, die met de wagen enkel te bereiken is via een zijweg van de Kullaarsweg en recht loopt naar de oprit van de woning.